# Norbert Ghisoland
Norbert Ghisoland, geboren in 1878 in La Bouverie als zoon van een mijnwerker. Hij was voorbestemd om schrijnwerker te worden, maar door het vroegtijdig overlijden van zijn broer-fotograaf bij een ongeval erft hij diens materiaal.

## Levensloop
Hij gaat van 1897 tot 1900 in de leer bij Charles Galladé, een gevestigde fotograaf in Bergen. In 1902 opent hij een eigen winkel, annex studio en donkere kamer in Frameries. Daar sterft hij in 1939, ongerust over wat zijn zoon te wachten staat aan de vooravond van de Tweede Wereldoorlog.
Hij fotografeerde bijna 40 jaar lang inwoners van de Borinage.
Als beginnend fotograaf komt er brood op de plank door het nemen van pasfoto’s. Door de snelle evolutie van de fototechnieken aan het eind van de 19de eeuw, is een portretfoto niet langer het exclusieve voorrecht van de rijkeren. Zelfs in de armste streken bloeien de fotostudio’s. Vooral gezinnen van mijnwerkers komen bij hem over de vloer om zich te laten portretteren.
Naast de plechtige momenten zoals doopsel, communie, huwelijken, worden ook gebeurtenissen die nu voor ons een anekdote lijken, zoals een sportzege, het bespelen van een muziekinstrument, carnaval, verkleedpartijen, aankoop van een nieuw pak, vereeuwigd. Norbert Ghisoland geeft zijn tijdgenoten aldus de kans om even aan hun bescheiden levensomstandigheden te ontsnappen. Doorheen de kitscherige praal van het decor en de opgedirkte modellen, merk je aan details zoals versleten schoenen en de doffe blik in hun ogen de hardheid van het bestaan.
De duizenden opnamen blijken nu van een onschatbare waarde, omdat ze een inventaris zijn, van een generatie die volkomen verleden tijd is.
Op deze manier maakte Ghisoland ongewild een staalkaart van een ganse bevolkingsgroep aan het begin van de 20ste eeuw.

## Exposities
- 2011, Botanique, Brussel
- 2012, Stimultania, Straatsburg van 16 maart tot 13 mei